# (7664) Namahage
(7664) Namahage ist ein Asteroid des äußeren Hauptgürtels, der am 2. Oktober 1994 von den japanischen Amateurastronomen Kin Endate und Kazurō Watanabe am Kitami-Observatorium (IAU-Code 400) in Kitami, Unterpräfektur Okhotsk in Hokkaidō, Japan entdeckt wurde.
Der Asteroid wurde am 10. Dezember 2011 nach dem Brauchtum, das am Silvesterabend auf der Oga-Halbinsel in der japanischen Präfektur Akita im Norden Honshūs benannt, das eine über 200-jährige Geschichte aufweist.
Der Himmelskörper ist Mitglied der Koronis-Familie, einer Gruppe von Asteroiden, die nach (158) Koronis benannt ist.